# Isabella di Castiglia (regina 1283)
Isabella Sanchez di Castiglia, Isabel in aragonese, in spagnolo, in basco, in galiziano, in asturiano e in portoghese; in catalano Isabel o  Elisabet; Elisabét in occitano, Isabelle in francese, Elizabeth in inglese, Elisabeth in tedesco e in fiammingo (Toro, 1283 – Billiers, 24 luglio 1328), principessa di Castiglia, signora di Guadalajara, fu regina consorte di Sicilia e regina consorte di Aragona, dal 1291 al 1295, e, poi duchessa consorte di Bretagna dal 1310 e viscontessa di Limoges dal 1312 fino alla sua morte.

## Origine
Isabella, secondo il Chronicon Domini Joannis Emmanuelis, era la figlia primogenita del re di Castiglia e León, Sancho IV e della moglie, come ci ricorda sempre il Chronicon Domini Joannis Emmanuelis, Maria di Molina, figlia di Alfonso di Molina (figlio del re del León, Alfonso IX e della regina di Castiglia, Berenguela) e della sua terza moglie, Mayor Téllez di Meneses.
Sancho IV di Castiglia era il figlio maschio secondogenito del re di Castiglia e León e anche Re dei Romani (imperatore, non ancora incoronato del Sacro Romano Impero Germanico), Alfonso X il Saggio e di Violante d'Aragona (1236-1301), figlia del re d'Aragona, Giacomo I e della principessa ungherese Violante, figlia del re di Ungheria, Andrea II e della principessa di Costantinopoli, Iolanda di Courtenay.

## Biografia
Poco dopo la nascita, Isabella fu fidanzata al cugino, Alfonso de la Cerda, figlio primogenito di Ferdinando de la Cerda e di Bianca di Francia (1253– 1320)., che era pretendente al trono di Castiglia, forse nel tentativo di mettere fine alla lotta che divideva i due rami della famiglia; la cosa però non andò a buon fine, le due fazioni continuarono a combattersi e Alfonso, prima del 1290, sposò Matilde di Brienne (1272-ca. 1350), oppure Mafalda di Narbona, Signora di Lunel (?- dopo il 1348).
Nel 1293, il 1º di dicembre, a Soria, Isabella (Infantissam Dnam Elisabeth, filiam Regis Dni Sancii, in Soria), all'età di circa 10 anni, secondo il Chronicon Domini Joannis Emmanuelis sposò il re di Aragona, Giacomo II (Regem Aragonum), figlio secondogenito del re d'Aragona Pietro III il Grande e di Costanza di Sicilia, figlia del re di Sicilia Manfredi, quindi nipote dell'imperatore Federico II di Svevia. Altre fonti riportano una data di matrimonio anticipata di due anni (1291).
Anche la Cronaca piniatense, riferisce del matrimonio del re di Aragona, Giacomo II e Isabella (el Rey de Castiella…su filla…Maria), che qui per errore è chiamata Maria, nonostante la consanguineità, col commento che il matrimonio non fu mai consumato e che poi fu annullato.
Il 25 aprile del 1295, il padre di Isabella, Sancho IV, morì e Isabella fu rinviata in Castiglia perché Giacomo preferì cambiare alleanza, riuscì ad ottenere l'annullamento, per consanguineità, del matrimonio e si risposò, in seconde nozze, con Bianca di Napoli, figlia di Carlo lo Zoppo e di Maria d'Ungheria.
Nel 1310, a Burgos, Isabella sposò, in seconde nozze, l'erede del ducato di Bretagna, Giovanni, che, secondo le Mémoires pour servir de preuves à l'Histoire ecclésiastique et civile de Bretagne, Tome I, era il figlio maschio primogenito del visconte di Limoges e Conte di Richmond, Arturo II, futuro duca di Bretagna, Pari di Francia e conte di Penthièvre e della sua prima moglie, Maria, viscontessa di Limoges, come conferma il Majus Chronicon Lemovicense, figlia del visconte di Limoges Guido VI e della moglie, Margherita di Borgogna, come ci viene confermato dal Anonymum S Martialis Chronicon; per poter celebrare il matrimonio fu necessaria una dispensa papale, rilasciata il 21 giugno a Giovanni (Johanni primogenito diletti fili nobili viro, Arturi ducs Britanniæ vicecomitis Lemovicensis) e Isabella (Isabellæ natæ claræ memoriæ Sancii Castellæ regis), riportata nelle Mémoires pour servir de preuves à l'Histoire ecclésiastique et civile de Bretagne, Tome I.
Anche Giovanni era al secondo matrimonio, infatti aveva sposato in prime nozze, Isabella di Valois (1292-1309), figlia del conte di Valois, Conte di Angiò e del Maine e conte d'Alençon, Carlo di Valois e di Margherita d'Angiò (1273-1299); il contratto di matrimonio tra Giovanni (Jehan Duc de Bretaigne comte de Richemont) e Isabella (Isabeau nostre premiere et ainsnée fille), firmato dai suoi genitori (Charles filz de Roy de France comte de Valois, d´Alençon, de Chartres et d´Anjou et Marguerite sa femme comtesse) è riportato nelle Mémoires pour servir de preuves à l'Histoire ecclésiastique et civile de Bretagne, Tome I.
Per concessione del marito, Isabella di Castiglia divenne viscontessa di Limoges, nel 1312, come ci viene confermato dalle Mémoires pour servir de preuves à l'Histoire ecclésiastique et civile de Bretagne, Tome I.
Isabella morì, nel 1328 e fu inumata nell'abbazia di Notre-Dame de Prières a Billiers.

## Figli
Isabella non diede figli a Giacomo II (il matrimonio con Giacomo II non fu consumato).
Isabella non diede figli neppure a Giovanni III.

## Ascendenza
|                         |                    |                           | Genitori                  |  |  | Nonni |  |  | Bisnonni                    |  |  | Trisnonni          |  |
|                         |                    |                           |                           |  |  |       |  |  | Ferdinando III di Castiglia |  |  | Alfonso IX di León |  |
|                         |                    |                           |                           |  |  |       |  |  | Ferdinando III di Castiglia |  |  | Alfonso IX di León |  |
|                         |                    | Berenguela di Castiglia   |                           |  |  |       |  |  | Ferdinando III di Castiglia |  |  |                    |  |
| Alfonso X di Castiglia  |                    |                           |                           |  |  |       |  |  | Ferdinando III di Castiglia |  |  |                    |  |
|                         |                    | Beatrice di Svevia        | Filippo di Svevia         |  |  |       |  |  |                             |  |  |                    |  |
|                         |                    | Beatrice di Svevia        | Filippo di Svevia         |  |  |       |  |  |                             |  |  |                    |  |
|                         |                    | Beatrice di Svevia        | Irene Angela              |  |  |       |  |  |                             |  |  |                    |  |
| Sancho IV di Castiglia  |                    | Beatrice di Svevia        |                           |  |  |       |  |  |                             |  |  |                    |  |
|                         |                    | Giacomo I d'Aragona       | Pietro II d'Aragona       |  |  |       |  |  |                             |  |  |                    |  |
|                         |                    | Giacomo I d'Aragona       | Pietro II d'Aragona       |  |  |       |  |  |                             |  |  |                    |  |
|                         |                    | Giacomo I d'Aragona       | Maria di Montpellier      |  |  |       |  |  |                             |  |  |                    |  |
| Violante d'Aragona      |                    | Giacomo I d'Aragona       |                           |  |  |       |  |  |                             |  |  |                    |  |
|                         |                    | Iolanda d'Ungheria        | Andrea II d'Ungheria      |  |  |       |  |  |                             |  |  |                    |  |
|                         |                    | Iolanda d'Ungheria        | Andrea II d'Ungheria      |  |  |       |  |  |                             |  |  |                    |  |
|                         |                    | Iolanda d'Ungheria        | Iolanda di Courtenay      |  |  |       |  |  |                             |  |  |                    |  |
| Isabella di Castiglia   |                    | Iolanda d'Ungheria        |                           |  |  |       |  |  |                             |  |  |                    |  |
|                         | Alfonso IX di León | Ferdinando II di León     |                           |  |  |       |  |  |                             |  |  |                    |  |
|                         | Alfonso IX di León | Ferdinando II di León     |                           |  |  |       |  |  |                             |  |  |                    |  |
|                         | Alfonso IX di León | Urraca del Portogallo     |                           |  |  |       |  |  |                             |  |  |                    |  |
| Alfonso di Molina       | Alfonso IX di León |                           |                           |  |  |       |  |  |                             |  |  |                    |  |
|                         |                    | Berenguela di Castiglia   | Alfonso VIII di Castiglia |  |  |       |  |  |                             |  |  |                    |  |
|                         |                    | Berenguela di Castiglia   | Alfonso VIII di Castiglia |  |  |       |  |  |                             |  |  |                    |  |
|                         |                    | Berenguela di Castiglia   | Eleonora d'Inghilterra    |  |  |       |  |  |                             |  |  |                    |  |
| Maria di Molina         |                    | Berenguela di Castiglia   |                           |  |  |       |  |  |                             |  |  |                    |  |
|                         |                    | Alfonso Tellez de Meneses | …                         |  |  |       |  |  |                             |  |  |                    |  |
|                         |                    | Alfonso Tellez de Meneses | …                         |  |  |       |  |  |                             |  |  |                    |  |
|                         |                    | Alfonso Tellez de Meneses | …                         |  |  |       |  |  |                             |  |  |                    |  |
| Mayor Alonso de Meneses |                    | Alfonso Tellez de Meneses |                           |  |  |       |  |  |                             |  |  |                    |  |
|                         |                    | …                         | …                         |  |  |       |  |  |                             |  |  |                    |  |
|                         |                    | …                         | …                         |  |  |       |  |  |                             |  |  |                    |  |
|                         |                    | …                         | …                         |  |  |       |  |  |                             |  |  |                    |  |
|                         |                    | …                         |                           |  |  |       |  |  |                             |  |  |                    |  |

### Fonti primarie
- (LA)  Rerum Gallicarum et Francicarum Scriptores, tomus XXI.
- (LA, FR)  Mémoires pour servir de preuves à l´histoire ecclésiastique et civile de Bretagne, Tome I.
- (LA)  Chroniques de Saint-Martial de Limoges.
- (LA)  España sagrada, Tomo II.
- (ES)  Crónica de San Juan de la Peña.

### Letteratura storiografica
- (FR)  Lobineau, G. A. (1707) Histoire de Bretagne (Paris), Tome I.